# 氷川神社 (板橋区双葉町)
氷川神社（ひかわじんじゃ）は、東京都板橋区の神社。地名を冠して双葉町氷川神社（ふたばちょうひかわじんじゃ）とも称される。

## 歴史
応永年間（1394年-1428年）に創建された。江戸時代は板橋宿の鎮守であり、「松山氷川大明神」として篤く崇敬された。
戦前までは「オビシャ（御歩射）」と呼ばれる神事があったが、戦後は廃絶している。

## 摂末社
- 稲荷神社

かつては「新堀稲荷神社」と呼ばれ、板橋区稲荷台に位置していた。「稲荷台」という地名はこの神社に由来する。1907年（明治40年）に当社に合祀された。

## 氏子区域
- 双葉町
- 大和町
- 富士見町
- 本町
- 稲荷台

## 交通アクセス
- 板橋本町駅より徒歩7分。